# Panellus pusillus
Panellus pusillus es una especie de hongo en la familia Mycenaceae. Una especie con una amlia distribución, de la cual se tienen registros en Australia, Asia, Europa, Norteamérica, y Sur América.